# Diocesi di Sepino
La diocesi di Sepino (in latino Dioecesis Saepina) è una sede soppressa e sede vescovile titolare della Chiesa cattolica.

## Storia
Saepinum, in Molise, a pochi chilometri dall'odierno comune di Sepino, fu un'antica sede vescovile, attestata agli inizi del VI secolo. Una comunità cristiana, e forse la stessa diocesi, è già documentata da una lettera di papa Leone I del 459. Allo stato attuale, gli scavi archeologici non hanno messo in evidenza alcuna struttura cristiana nell'antico centro abitativo. Risalgono solo all'XI secolo le prime menzioni del monastero di Santa Maria, identificato con i resti visibili lungo il margine est del cardo, e della chiesa Sancte Marie extra ipsum urbem dipendente dallo stesso monastero.
Della diocesi si conosce il nome di un solo vescovo, Proculeiano, episcopus ecclesiae Saepinatis, che figura tra i vescovi che presero parte ai concili celebrati a Roma nei primi anni di pontificato di papa Simmaco. Il suo nome appare negli atti dei concili del 23 ottobre e del 6 novembre, che lo storico tedesco Theodor Mommsen assegna rispettivamente agli anni 501 e 502. Nel concilio del 23 ottobre, convocato dal re Teodorico e che riabilitò definitivamente papa Simmaco, Proculeiano sottoscrisse al 59º posto gli atti tra Giovanni di Rimini e Candido di Tivoli. Nel concilio del 6 novembre, convocato da Simmaco e durante il quale furono prese misure per salvaguardare i beni della Chiesa e proibire la loro alienazione, Proculeiano figura al 30º posto nella lista delle sottoscrizioni, tra Fortunato di Foligno e Fortunato di Anagni.
Di questa diocesi non si conosce più nulla, soppressa probabilmente durante l'invasione dei Longobardi. Il suo territorio entrò in seguito a far parte di quello della diocesi di Boiano.
Dal  2009 Sepino è annoverata tra le sedi vescovili titolari della Chiesa cattolica; dal 16 luglio 2009 l'arcivescovo, titolo personale, titolare è Gabriele Giordano Caccia, osservatore permanente della Santa Sede presso l'Organizzazione delle Nazioni Unite.

## Cronotassi dei vescovi
- Proculeiano † (menzionato nel 501 e nel 502)

## Cronotassi dei vescovi titolari
- Gabriele Giordano Caccia, dal 16 luglio 2009